# Mesanthura adrianae
Mesanthura adrianae là một loài chân đều trong họ Anthuridae. Loài này được Negoescu miêu tả khoa học năm 1999.